# Cockerellidia sohmi
Cockerellidia sohmi  (лат.) — вид ос-немок из подсемейства Sphaeropthalminae, единственный в составе рода Cockerellidia Lelej et Krombein, 1999. Эндемик Таиланда (Nan, на севере страны). Длина около 10 мм. Голова крупная, в 1,2 раза шире чем мезосома; глаза очень мелкие (максимальная их ширина равна четверти расстояния от их заднего края до заднего края головы). Ноги и усики короткие. Голени средней и задней пары ног с тремя крупными шипиками по внешнему краю. Всё тело покрыто длинными волосками. Род Cockerellidia относится к трибе Odontomutillini (подсемейство Ephutinae), где близок к родам Odontomyrme Lelej, 1983 и Ponerotilla Brothers, 1994. Благодаря таким признакам, как укороченная мезосома с выпуклым мезоплевроном и широкому первому сегмент брюшка, род Cockerellidia также напоминает ос-немок родов Brachymutilla André, 1901 (Dasylabrinae).
Род Cockerellidia был выделен в 1999 году российским гименоптерологом Аркадием Степановичем Лелеем и американским энтомологом Карлом Кромбайном (Karl V. Krombein) и назван в честь американского энтомолога Теодора Коккерелла, опубликовавшего 3904 научные статьи и описавшего 5626 новых видов насекомых, включая типовой вид этого рода.